# 5122-es busz
Az 5122-es jelzésű autóbuszvonal helyközi autóbuszjárat Szentes és Kunszentmárton között, melyet a Volánbusz Zrt. lát el. Menetideje 30 perc.
Kettő járatpár iskolai előadási napokon, egy járatpár munkanapokon közlekedik. Naponta mindössze egy járat közlekedik Kunszentmárton és Szentes között a délelőtti időszakban.

## Megállóhelyei
| 0  | Szentes, autóbusz-állomás végállomás        | 15 | 1, 3, 3A 1090, 1092, 1094, 1375, 1499, 1515, 1516, 1518, 1577 5004, 5007, 5010, 5011, 5105, 5109, 5110, 5120, 5121, 5123, 5125, 5126, 5127, 5128, 5129, 5130, 5132, 5140, 5143, 5150, 5255 |
| 1  | Szentes, Totózó                             | 14 | 3, 3A 1515 5004, 5010, 5011, 5105, 5110, 5120, 5121, 5125, 5126, 5127, 5140, 5150, 5255 |
| 2  | Szentes, Apponyi tér                        | 13 | 3, 3A 1515, 1518 5109, 5120, 5125, 5126, 5127, 5130, 5132, 5150 |
| 3  | Szentes, TÉSZ Áruház                        | 12 | 5120 |
| 4  | Szentes, Szeder-temető                      | 11 | 5120 |
| 5  | Szentes-Nagyhegy, Németh-Szabó ház          | 10 | 1515 5120 |
| 6  | Szentes-Nagyhegyi iskola                    | 9  | 5120 |
| 7  | Szentes, Halastó                            | 8  | 5120 |
| 8  | Szentes, Kunszentmártoni elágazás           | 7  | 1515, 1518 5109, 5120 |
| 9  | Szentes, Állattartó telep                   | 6  | 1515, 1518 5109 |
| 10 | Szentes, Útőrház                            | 5  | 1515, 1518 5109 |
| 11 | Szélmalom                                   | 4  | 1515, 1518 5109 |
| 12 | Nagytőke, Nagytőkei elágazás                | 3  | 1515, 1518 5109 |
| 13 | Kunszentmárton, Szikhát                     | 2  | 1515, 1518 5109 |
| 14 | Kunszentmárton, Jaksori tanyák              | 1  | 1515, 1518 5109 |
| 15 | Kunszentmárton, autóbusz-állomás végállomás | 0  | 1085, 1087, 1515, 1518 4602, 4621, 4623, 4776, 4777, 4781, 4782, 4783, 4785, 4786, 4855, 5109, 5208, 5209                                                                                  |